# Naamgeving van Chinese keizers
In het Chinese Keizerrijk namen de keizers en hun vrouwen een eigen naam aan. Dit kon leiden tot moeilijkheden, omdat de naam van de keizer als heilig werd beschouwd; het gebruik ervan was taboe. 

## Uitleg
Chinese keizers hadden zoals alle Chinezen een eigen naam. Daarnaast noemden ze zichzelf met een andere naam, gevolgd door het woord Di (keizer). In moderne historiografie wordt vaak voorafgaand ook de naam van de dynastie genoemd.
VoorbeeldHan Xiandi was de keizerlijke naam van Liu Xie, die van 189 tot 220 China regeerde. Han staat voor de Han-dynastie, Xian voor zijn keizerlijke naam en Di omdat hij keizer was.

## Taboe
De keizer mocht niet bij zijn naam genoemd worden, omdat hij heilig was. Tenslotte was hij de Zoon des hemels. Bovendien was het verboden om dezelfde naam te dragen als de keizer, omdat de keizer uniek was en niemand zijn gelijke. Het kon daarom gebeuren dat burgers hun naam moesten veranderen als deze gelijk was aan die van de keizer. 

## Bron
- Kongmings archieven: uitleg over naamgeving van Chinese Keizers (Engels)